# Jacksonia capitata
Jacksonia capitata är en ärtväxtart som beskrevs av George Bentham. Jacksonia capitata ingår i släktet Jacksonia och familjen ärtväxter. Inga underarter finns listade i Catalogue of Life.